# 本教寺 (南砺市)
本教寺（ほんきょうじ）は、富山県南砺市（平村）中畑地区にある真宗大谷派の寺院である。

## 概要
室町時代の後半、文明年間に本願寺8代蓮如が越前国吉崎御坊に滞在したことにより、北陸地方で真宗門徒が急増し、五ヶ山地方にも本格的に真宗が広まりつつあった。最初に五箇山地方に教線を伸ばしたのは越前国の和田本覚寺で、中畑道場も含め五箇山西部のほとんどの寺院は本覚寺下の道場として始まっている。
本教寺の由緒によると、蓮如の弟子法親坊が布教のため中畑を訪れた時に助右衛門なる人物の家に宿り、近くの村民に教えを広めたことが道場の起源であるという。一方、天文21年（1552年）10月27日付五箇山十日講起請文には「中畠兵衛」と「中畠太郎左衛門尉」なる人物の署名があり、この両名が中畑道場の道場坊であったようである。後には兵衛の後裔である助右衛門家と太郎左衛門尉の後裔である太郎右衛門家が中畑道場坊を一カ月交代で務めるようになったが、最終的には助右衛門家の広井氏に定着したとされる。
当初、中畑道場は中畑村と見座村共有の道場であり、本尊の阿弥陀如来木像には「明和九年二月二十八日　本覚寺下越中国砺波郡（見座村　中畑村）総道場」との記載がある。江戸時代中期、享和元年には見座村で見座道場（後の見覚寺）が立てられて中畠道場から独立した。この時、見座道場が大太鼓を取り、中畑道場が本尊を取ったと伝えられている。
口承によると、現在の本堂は享保年間に改築されたもので、井波の角兵衛が京都大谷御坊を小さくした形で図面を引き、その弟子が立てたと伝えられる。明治初年に建てられたとする説もあるが、昭和38年（1963年）に屋根吹替工事が行われ、現在に至っている。昭和24年（1949年）4月4日には「本教寺」の寺号を許され、以後中畑本教寺と称している。

## 五箇山の本覚寺下道場
上述したように円浄寺は越前国和田本覚寺下の道場として始まった寺院であり、周辺のほとんどの寺院も元は本覚寺下道場であった。戦国時代に本覚寺下道場であった道場は、本願寺の東西分派時に東方の小松本覚寺と、西方の鳥羽野万法寺にそれぞれ別れ、これが現代まで引き継がれている。
| 戦国時代             | 戦国時代 | 江戸時代               | 江戸時代   | 近現代                 | 近現代         |
| -------------------- | -------- | ---------------------- | ---------- | ---------------------- | -------------- |
| 越前国 和田 本覚寺下 | 小原道場 | 越前国 鳥羽野 万法寺下 | 小原道場   | 福井県 鯖江市 万法寺下 | 小原道場       |
| 越前国 和田 本覚寺下 | 細島道場 | 越前国 鳥羽野 万法寺下 | 細島道場   | 福井県 鯖江市 万法寺下 | 細島道場       |
| 越前国 和田 本覚寺下 | 相倉道場 | 越前国 鳥羽野 万法寺下 | 相倉道場   | 福井県 鯖江市 万法寺下 | 相倉道場       |
| 越前国 和田 本覚寺下 | 漆谷道場 | 越前国 鳥羽野 万法寺下 | 漆谷道場   | 福井県 鯖江市 万法寺下 | 漆谷道場       |
| 越前国 和田 本覚寺下 | 中畑道場 | 加賀国 小松 本覚寺下   | 中畑道場   | 中畑本教寺             | 中畑本教寺     |
| 越前国 和田 本覚寺下 | 中畑道場 | 加賀国 小松 本覚寺下   | 見座道場   | 見座見覚寺             | 見座見覚寺     |
| 越前国 和田 本覚寺下 | 上梨道場 | 加賀国 小松 本覚寺下   | 上梨道場   | 上梨円浄寺             | 上梨円浄寺     |
| 越前国 和田 本覚寺下 | 皆葎道場 | 加賀国 小松 本覚寺下   | 皆葎道場   | 皆葎皆蓮寺             | 皆葎皆蓮寺     |
| 越前国 和田 本覚寺下 | 楮村道場 | 加賀国 小松 本覚寺下   | 楮村道場   | 楮村聖光寺             | 楮村聖光寺     |
| 越前国 和田 本覚寺下 | 新屋道場 | 加賀国 小松 本覚寺下   | 新屋道場   | 新屋道善寺             | 新屋道善寺     |
| 越前国 和田 本覚寺下 | 新屋道場 | 加賀国 小松 本覚寺下   | 上中田道場 | 上中田念仏道場         | 上中田念仏道場 |
| 越前国 和田 本覚寺下 | 赤尾道場 | 赤尾行徳寺             | 赤尾行徳寺 | 赤尾行徳寺             | 赤尾行徳寺     |
| 越前国 和田 本覚寺下 | 下嶋道場 | 赤尾行徳寺下           | 下嶋道場   | 赤尾行徳寺下           | 下嶋道場       |